# Ematurga isoscelata
Ematurga isoscelata är en fjärilsart som beskrevs av Giovanni Antonio Scopoli 1763. Ematurga isoscelata ingår i släktet Ematurga och familjen mätare. Inga underarter finns listade i Catalogue of Life.